# Implant dental
Un implant dental  és un producte sanitari destinat a ser el substitut artificial de l'arrel d'una dent perduda. Habitualment té forma roscada i està fabricat amb materials biocompatibles que no produeixen reacció de rebuig i permeten la seva unió a l'os. La superfície de l'implant pot presentar diferents textures i recobriments, utilitzades habitualment per a augmentar-ne l'adhesió a l'os (osteointegració si és de titani i biointegració si es tracta d'un material ceràmic).Amb la seva col·locació, ja que els alvèols contenen un element que simula l'arrel de la dent, es conserva gran quantitat d'os alveolar i, per tant, es manté en cert grau la dimensió vertical de la boca.

## Història
A principis del segle XX es van veure diversos implants fets amb una varietat de materials. Un dels primers implants amb èxit va ser el sistema d'implants Greenfield de 1913 (també conegut com a bressol o cistella Greenfield). L'implant de Greenfield, un implant d'iridioplatí unit a una corona d'or, va mostrar evidències d'osteointegració i va durar uns quants anys.
En els temps moderns, ja l'any 1969 es va informar d'un implant de rèplica dental, però l'anàleg de la dent de polimetacrilat estava encapsulat per teixit tou en lloc d'osteointegrar.

## Implant trans-zigomàtic
La investigació clínica ha portat a un nou tipus d'implant anomenat trans-zigomàtic,que permet un aprofitament màxim de l'os. Es tracta d'implants a la zona del pòmul (os zigomàtic), el volum no es veu afectat per la pèrdua dental, com passa habitualment amb els ossos maxil·lars que poden atrofiar-se. Aquesta tècnica permet tractar boques amb poc os sense utilitzar pràctiques més agressives i de pitjor pronòstic com els empelts ossis.

## Components de l'implant

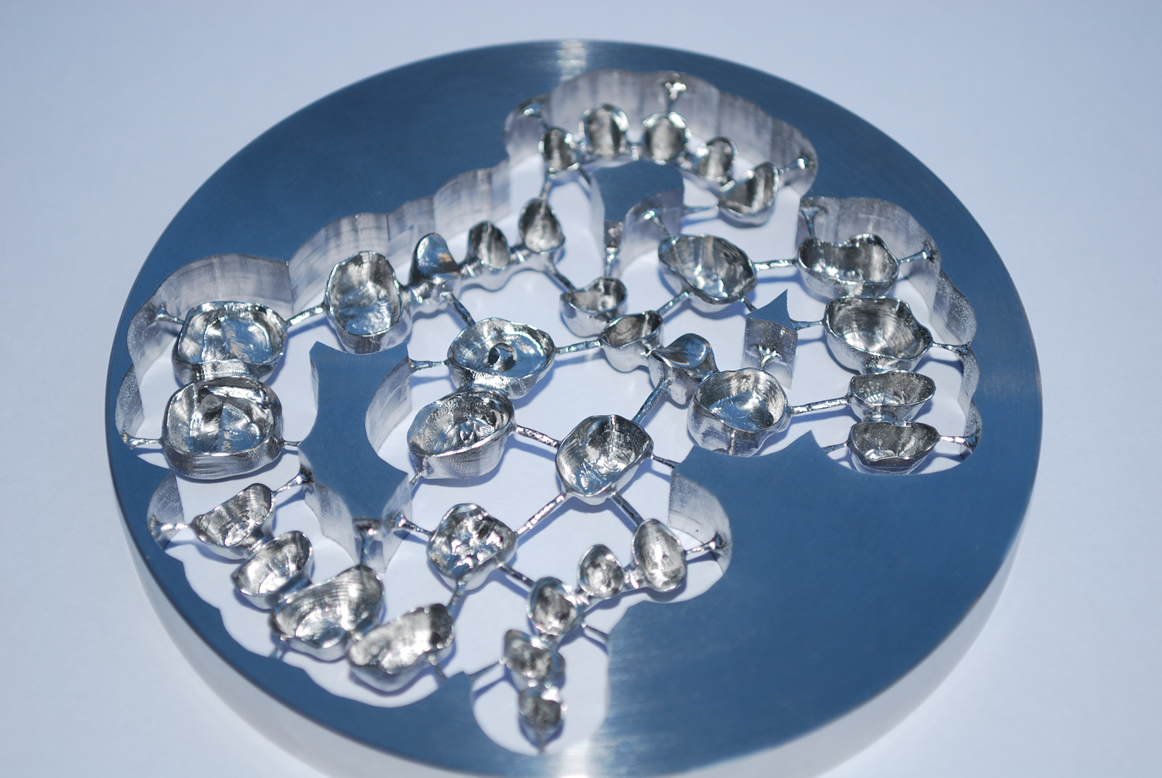
Disc de crom-cobalt amb corones i ponts per implants dentals mecanitzats usant el programari CAD/CAM WorkNC Dental.

### Cos
És la porció de l'implant dental que es dissenya per a ser introduït en l'os per tal d'ancorar els components protèsics, generalment amb aspecte de cargol encara que també hi hagi altres tipus.
Al seu torn, aquest cos es compon de 3 parts, que són:
- Mòdul de cresta

És la porció superior.
- Cos

És la porció intermèdia.
- Àpex

És la punta o extrem final.

### Cargol de cobertura
Després d'inserir durant la 1 ª etapa quirúrgica el cos de l'implant a l'os, es posa una cobertura sobre el mòdul de cresta, a fi d'evitar el creixement de teixits a l'interior de la rosca que posseeix aquest mòdul o porció superior.

### Pilar de cicatrització
Una vegada que s'han produït l'osteointegració es realitza una 2ª etapa quirúrgica, en la qual es descargola i retira el cargol de cobertura i es colla el pilar de cicatrització, la funció és prolongar el cos de l'implant sobre els teixits tous, i permetre la unió de la mucosa gingival al mòdul de la cresta, donant així lloc al segellat gingival.

### Connexió protètica
Hi ha diferents tipus de connexió protètica, entre els més coneguts hi ha:
Connexió amb Hexàgon Extern,
Connexió amb Hexàgon Intern,
Connexió tipus Con Morse, Connexió a Fricció

### Pilar
És la porció de l'implant que sosté la pròtesis. Segons el mètode pel qual es subjecti la pròtesi a l'implant, distingim tres tipus de pilars:

#### Pilar per collament
Utilitza un cargol o rosca per fixar la pròtesi.

#### Pilar per cimentat
La pròtesi s'uneix al pilar mitjançant cements dentals, comportant com un monyó al qual va unit una corona, un pont, o una sobredentadura.

#### Pilar per retenidor
Consta d'un sistema d'ancoratge que suportarà una pròtesi amovible, que el pacient podrà posar i retirar manualment.

### Transfer i anàleg

#### Transfer
És un element utilitzat en tècniques indirectes de treball, que serveix per transferir la posició i el disseny de l'implant o del pilar, al model mestre sobre el qual treballarà el protètic dental al seu laboratori.

#### Anàleg
És una còpia exacta del cos de l'implant o del pilar, que s'uneix al transfer una vegada hagi estat feta la impressió de la boca del pacient, i que ens permet obtenir un model mestre amb el qual treballar la tècnica indirecta per a la fabricació de la pròtesis implantosportada.
A partir de l'anàleg de l'implant, el Tècnic de Laboratori o Protèsic Dental comença a crear la dent a reemplaçar.

## Tipus d'implants
Segons la seva localització amb relació a l'os, es diferencien 2 tipus d'implants:

### Juxta-ossis
Consten d'uns dispositius en forma de sella de muntar que es col·loquen sobre la cresta òssia entre el periosti i 'os alveolar. Consta també d'uns pilars on s'ancora la pròtesi. S'empren poc, i estan indicats en casos de mandíbula amb una gran reabsorció òssia.

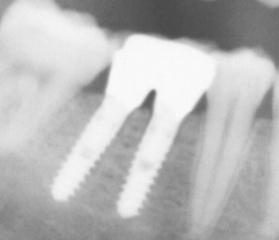
Radiografia on s'observa un implant cilíndric roscat.

### Endo-ossis
Aquests implants van introduïts en el os alveolar, i segons la seva forma es classifiquen en:

#### Cilíndrics
- Per fricció

De superfície no roscada coberta normalment per una capa de hidroxiapatita (retenció química), alguns "models" tenen perforacions per tal que l'os es desenvolupi en el seu interior i es fixi (retenció mecànica), aquests últims no són molt usats, ja que és molt lent el procés.
- Collats

Presenten aspecte de cargol, amb una rosca en la seva superfície, amb la qual cosa s'aconsegueix augmentar la superfície de contacte de l'implant amb l'os.

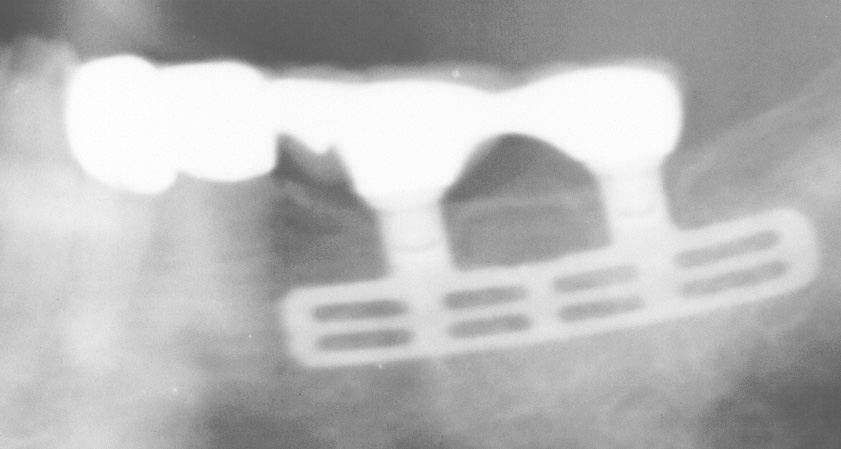
Radiografia on es veu un model de implant de làmina perforada.

#### Làmines perforades
Són làmines de titani amb perforacions que permeten el creixement de l'os a través d'elles. Porten pilars soldats on es referiran les pròtesis. Estan indicades per a pacients en que l'amplada de l'os alveolar és molt escassa per a col·locar un implant cilíndric.
En l'actualitat, no s'utilitzen.

## Material de l'implant

### Titani
L'alta estabilitat química i les bones propietats de biocompatibilitat el fan el material més utilitzat en els implants. Mecànicament té una duresa que li permet de suportar les elevades càrregues oclusals que es produeixen en la masticació i alhora té una elasticitat molt semblant a la de l'os.
Els implants es poden fabricar de titani pur o de titani en aliatge amb alumini o vanadi.
Aquests materials permeten l'osteointegració de l'implant, sempre que la superfície no sigui llisa.

### Materials ceràmics
El més utilitzat és la hidroxiapatita, que s'utilitza per a cobrir la superfície d'implants de titani. Existeixen implants fabricats completament amb materials ceràmics, com són aquells fets exclusivament amb òxid d'alumini monocristal.
També estan apareixent en el mercat implants de diòxid de zirconi (ZrO2) anomenats comunament zirconi. Actualment es considera que aquest material té un gran potencial per ser usat en l'odontologia moderna. Una altra variant seria el Diòxid de Zirconi estabilitzat amb Itri.
Aquests materials permeten una integració més ràpida i forta que la produïda amb el titani, ja que la unió no és mecànica, sinó suposadament química (alguna cosa encara no contrastat científicament), donant lloc a la biointegració.